# Bokelberge
Bokelberge ist ein Ortsteil der Gemeinde Müden (Aller) (Samtgemeinde Meinersen) im niedersächsischen Landkreis Gifhorn. 

## Geografie und Verkehrsanbindung
Der Ort liegt südöstlich des Kernortes Müden. Die Aller fließt unweit südlich. Südöstlich liegen die Naturschutzgebiete „Viehmoor“ und „Fahle Heide, Gifhorner Heide“.
Die B 188 verläuft südlich und die B 4 verläuft östlich.

## Geschichte
Bokelberge lag an der Bahnstrecke Gifhorn Stadt–Celle. Von 1913 bis 1981 fand hier Personenverkehr statt.